# 長林寺 (洲本市)
長林寺（ちょうりんじ）は、兵庫県洲本市にある高野山真言宗の寺院。山号は平栖山。本尊は大日如来。

## 歴史
当寺は、天平9年（737年）に行基が淡路島に到来した際、行基自らが作成したという十一面観音像を本尊として創建され、七堂伽藍が建立されたのがその始まりであるという。
また、塔頭十二坊を構えて威容を誇ったという。
延喜元年（901年）に菅原道真が大宰府に赴く途中にこの地に逗留し、当寺にも参拝したという。その際、再び都を志すと誓願し、この地を都志と名付けたという。
その後衰退したが、文明年間（1469年 - 1487年）に本高上人によって再興されたという。
また、本高上人は淡路守護の細川成春と協力して淡路西国三十三ヶ所霊場を草創したという。
高田屋嘉兵衛の菩提寺である。
当寺の境内の外、東側にある池には「ミニ明石大橋」という明石海峡大橋の模型が掛けられている。

## 境内
- 本堂
- 庫裏
- 観音堂 - 行基作と伝わる創建時の本尊・十一面観音像を祀る。
- 修行大師像 - 修行中の弘法大師空海の像。
- 稲荷社
- 浜砂大善神社
- 弁天堂
- 妙見堂
- 鐘楼

## 文化財

### 洲本市指定無形民俗文化財
- 長林寺のつかい檀尻（指定は都志万歳町内会万歳ねりもの団） - 東北出身の本高上人が故郷の奇祭を取り入れて文明年間（1469年 - 1487年）に始められたという。

## 前後の札所
淡路四国八十八ヶ所霊場
番外 龍宝寺　-　45 長林寺　-　46 浄土寺
淡路西国三十三ヶ所霊場
17 堺寺　-　18 長林寺　-　19 延長寺
淡路島七福神（福禄寿）

## 所在地
- 兵庫県洲本市五色町都志万才975